# ŽBK Poprad
Le ŽBK Poprad est un club slovaque féminin de basket-ball, basé dans la ville de Poprad.

## Noms successifs
- ???? - 2008 : Siemens Poprad
- 2008 - 2012 : ŽBK Whirlpool Poprad
- Depuis 2012 : ŽBK Poprad

## Palmarès
- Demi-finaliste du championnat slovaque : 2005, 2006, 2007, 2010
- Finaliste du championnat slovaque :  2011, 2012

- 2005: 3e
- 2006: 3e
- 2008: 7e
- 2009: 5e
- 2010: 5e
- 2011: 3e
- 2012: 4e

## Anciennes joueuses
- Romina Ciappina
- Jennifer Fleischer
- Iveta Bieliková